# Hold the Girl
Hold the Girl è il secondo album in studio della cantante giapponese Rina Sawayama, pubblicato il 16 settembre 2022 dall'etichetta discografica Dirty Hit.

## Descrizione
Registrato tra il 2020 e il 2021, l'album è stato co-prodotto da Sawayama insieme a Paul Epworth, Stuart Price, Lauren Aquilina, Marcus Andersson e Clarence Clarity, quest'ultimo già produttore del predecessore Sawayama (2020).

## Tracce
Testi di Rina Sawayama e Lauren Aquilina, eccetto dove indicato diversamente.
1. Minor Feelings – 2:00 (musica: Rina Sawayama, Victor Jamieson, Adam Crisp)
2. Hold the Girl – 4:05 (testo: Rina Sawayama, Jonny Lattimer – musica: Rina Sawayama, Barney Lister)
3. This Hell – 3:56 (musica: Rina Sawayama, Victor Jamieson, Paul Epworth)
4. Catch Me in the Air – 3:35 (testo: Rina Sawayama, Grace Barker – musica: Rina Sawayama, Oscar Scheller, Stuart Price, Adam Crisp)
5. Forgiveness – 4:20 (testo: Rina Sawayama, Jonny Lattimer – musica: Rina Sawayama, Rich Cooper, Adam Crisp)
6. Holy (Til You Let Me Go) – 3:19 (testo: Rina Sawayama – musica: Rina Sawayama, Nate Campany, Chris Lyon, Stuart Price)
7. Your Age – 2:54 (musica: Rina Sawayama, Lauren Aquilina, Marcus Andersson)
8. Imagining – 3:32 (musica: Rina Sawayama, Victor Jamieson, Adam Crisp)
9. Frankenstein – 3:12 (musica: Rina Sawayama, Paul Epworth)
10. Hurricanes – 3:22 (testo: Rina Sawayama – musica: Rina Sawayama, Adam Crisp)
11. Send My Love to John – 3:25 (musica: Rina Sawayama, Lauren Aquilina, Marcus Andersson)
12. Phantom – 4:25 (musica: Rina Sawayama, Victor Jamieson, Adam Crisp)
13. To Be Alive – 3:54 (musica: Rina Sawayama, Lauren Aquilina, Marcus Andersson)

Tracce bonus nell'edizione giapponese
1. Flavour of the Month – 2:34

## Classifiche
| Classifica (2022) | Posizione massima |
| ----------------- | ----------------- |
| Australia         | 12                |
| Belgio (Fiandre)  | 76                |
| Irlanda           | 5                 |
| Paesi Bassi       | 73                |
| Regno Unito       | 3                 |
| Spagna            | 41                |
| Stati Uniti       | 166               |